# Koning Albertfonds
Het Koning Albertfonds (K.A.F.) was een Belgisch noodfonds dat op 23 september 1916 door door de Belgische regering in ballingschap (Le Havre) en de toenmalig koning Albert I van België werd opgericht. De doelstelling van dit fonds was onder meer het oprichten van noodwoningen, barakken (meestal van hout) en kerken en het uitvoeren van dringende herstellingen aan beschadigde woningen.
Door de destructie van de Eerste Wereldoorlog waren er tienduizenden woningen vernield en waren er middelen nodig om de daklozen en vluchtelingen te huisvesten en het land weer op te bouwen. Op 5 januari 1925 werd het Koning Albertfonds opgeheven. De woningen werden zoveel mogelijk verkocht.
Er Vlaanderen werden gebouwen opgericht in onder andere:
- Ieper (houten barakken en kerk)
- Kortemark (noodwoningen)
- Lier (houten noodwoningen)
- Lo-Reninge (noodwoningen)
- Middelkerke (houten barakken)
- Zemst (houten noodwoning)

In Wallonië zijn die noodwoningen, ook genoemd "Baraques Albert", op verschillende plaatsen bewaard en bewoond gebleven tot heden.

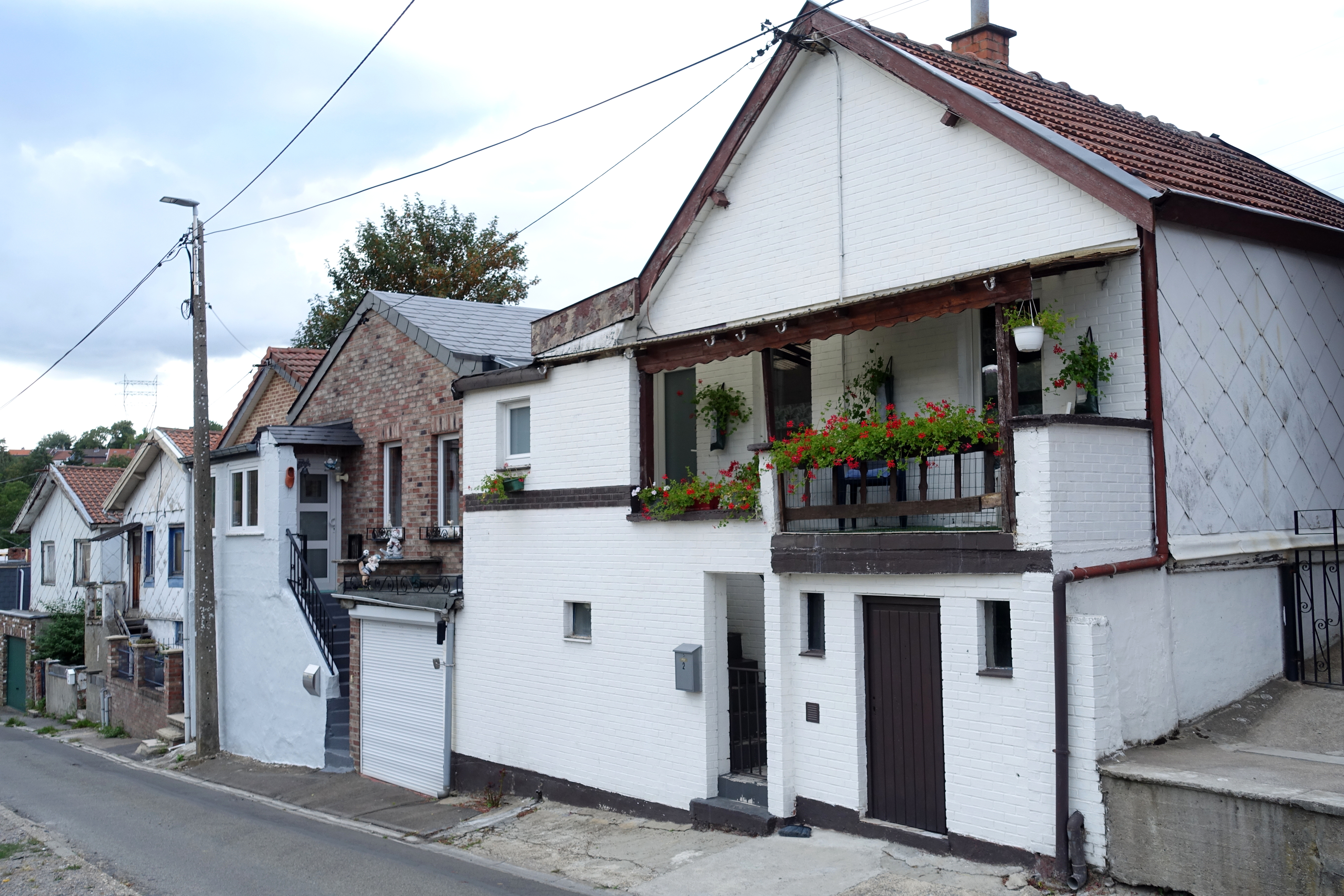
"Baraques Albert" in Rue de la Belle Vue in Herstal
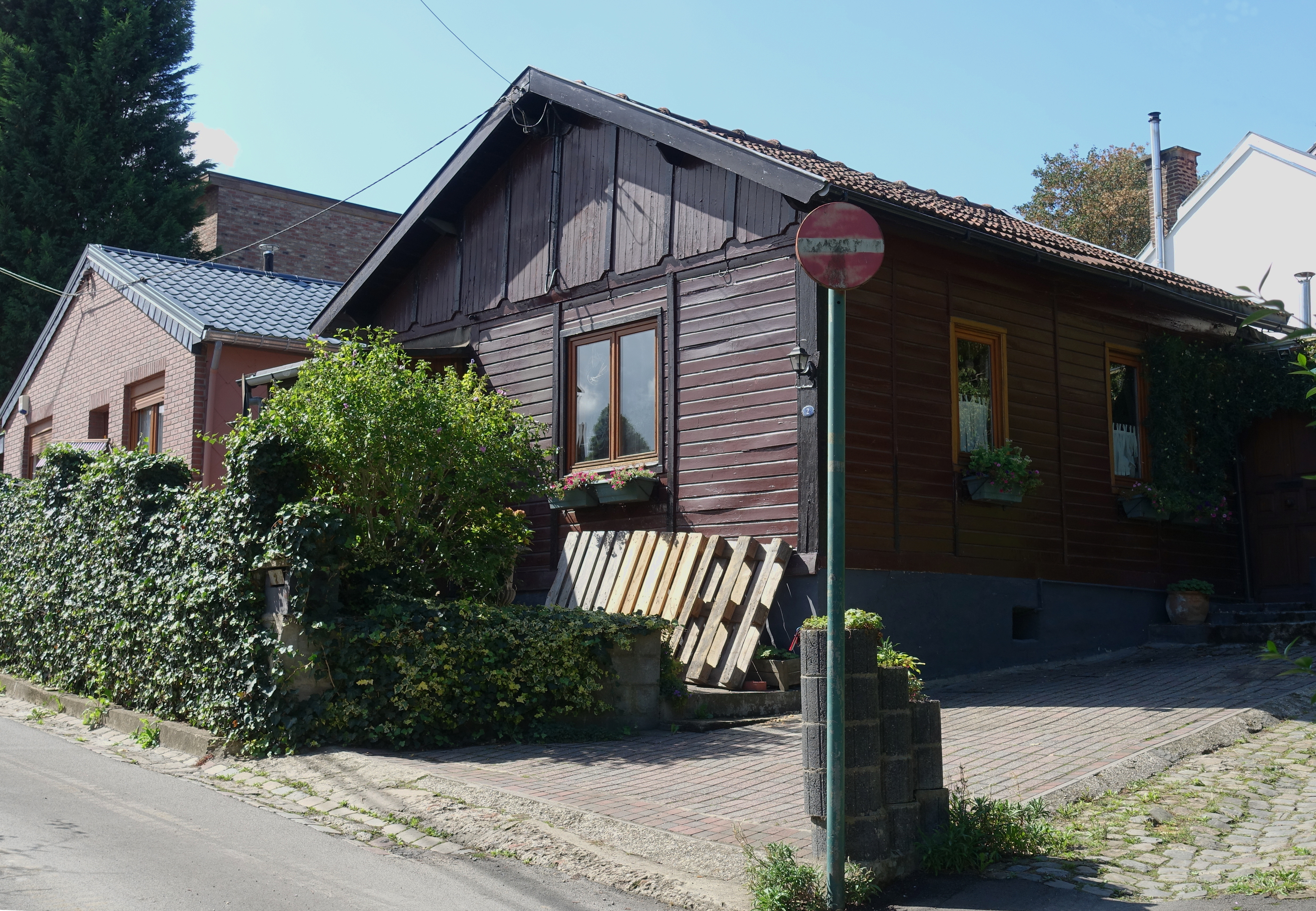
"Baraques Albert" in de Rue de Vottem in Herstal
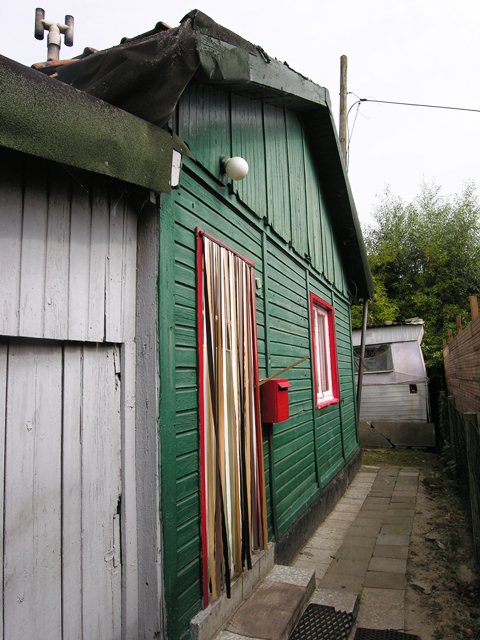
Schoondonkstraat in Zemst